# Maria Niklińska
Maria Niklińska (n. 28 de diciembre de 1983) es una actriz y cantante polaca. En 2003, protagonizó en An Ancient Tale: When the Sun Was a God bajo la dirección de Jerzy Hoffman.
En mayo de 2015 se publicó su primer álbum como cantante, titulado "Maria".